# Ozzmosis
Ozzmosis — сьомий сольний альбом Оззі Осборна, який був випущений 24 жовтня 1995 року.

## Список пісень
1. «Perry Mason» — 5:53
2. «I Just Want You» — 4:56
3. «Ghost Behind My Eyes» — 5:11
4. «Thunder Underground» — 6:29
5. «See You on the Other Side» — 6:10
6. «Tomorrow» — 6:36
7. «Denial» — 5:12
8. «My Little Man» — 4:52
9. «My Jekyll Doesn't Hide» — 6:34
10. «Old L.A. Tonight» — 4:48